# Dekanat Sumy
Dekanat Sumy – jeden z 6 dekanatów katolickich w diecezji charkowsko-zaporoskiej na Ukrainie.

## Parafie
- Konotop - Kościół (w budowie) Matki Bożej Fatimskiej
- Romny - Kościół Niepokalanego Poczęcia Najświętszej Maryi Panny
- Sumy - Kościół Zwiastowania Najświętszej Maryi Panny
- Szostka - Kaplica św. Józefa